# تیمو وس
تیمو وس (انگلیسی: Timo Weß؛ زادهٔ ۲ ژوئیهٔ ۱۹۸۲) بازیکن هاکی روی چمن اهل آلمان است. او عضو تیم ملی مردان بود که مدال برنز را در بازی های المپیک تابستانه ۲۰۰۴ در آتن یونان کسب کرد و همچنین موفق به کسب مدال طلای بازی های تابستانه المپیک ۲۰۰۸ و ۲۰۱۲ شده است. تیمو وس در طول دوران ملی خود ۲۵۲ بازی انجام داده است.
وی همچنین برندهٔ جوایزی همچون برگ بوی نقره‌ای شده‌است.